# Кулаков, Александр Сергеевич
Александр Сергеевич Кулаков (род. 5 мая 1966, Мурманск) — российский энергетик и политик.

## Биография
В 1984—1986 годах проходил срочную службу в Вооружённых силах, в 1990 году окончил Вологодский политехнический институт по специальности «Теплогазоснабжение и вентиляция». В 1990 году начал работать на Мурманской ТЭЦ, где прошёл путь от слесаря по ремонту паро-газотурбинного оборудования цеха централизованного ремонта до заместителя главного инженера, заместителя технического директора. С 2005 по 2009 год — заместитель технического директора по эксплуатации, заместитель главного инженера ОАО «Мурманская ТЭЦ». В 2006 году получил дополнительную профессиональную подготовку по программе «Управление финансово-экономической деятельностью предприятия, организации» в Межотраслевом институте повышения квалификации в Санкт-Петербурге.
С 2009 по 2013 год являлся заместителем директора, директором филиала ОАО «ТГК-14» «Генерация Бурятии».
С 2013 по 2014 год временно исполнял обязанности генерального директора ОАО «ТГК-14» по Чите. 30 апреля 2014 года решением совета директоров ТГК-14 назначен генеральным директором. С декабря 2015 года занимал должность генерального директора «Читаэнергосбыта».
В 2014 году избран депутатом Законодательного собрания Забайкальского края.
2 декабря 2015 года совет директоров ТГК-14 удовлетворил заявление Кулакова об увольнении в связи с переходом на другую работу. 14 марта 2016 года врио губернатора Забайкальского края Наталья Жданова назначила Кулакова врио своего первого заместителя, а после избрания её губернатором он сохранил свою должность.
С 11 по 25 октября 2018 года, после отставки Ждановой, — исполняющий обязанности губернатора по должности.
7 декабря 2018 года отправлен в отставку с поста Первого заместителя председателя правительства Забайкальского края.